# Sergueï Rost
 (mars 2020).
Si vous disposez d'ouvrages ou d'articles de référence ou si vous connaissez des sites web de qualité traitant du thème abordé ici, merci de compléter l'article en donnant les références utiles à sa vérifiabilité et en les liant à la section « Notes et références ».
Pour les articles homonymes, voir Rost (homonymie).
Sergueï Anatolevitch Rost (en russe Серге́й Анатiо́льевич Рост), né le 3 mars 1965 à Léningrad est un scénariste, acteur et animateur de télévision et de radio russe.

## Biographie
Rost est né le 3 mars 1965 dans une famille d'ingénieurs. Il termine l'Institut de Théâtre de Léningrad. Sa popularité vient en grande partie du programme comique Astarojna, Modern!, dans lequel il n'a pas seulement endossé avec succès des rôles aussi bien masculins que féminins, mais a également écrit plus de 300 scénarios avec la collaboration d'Anna Parmas. En janvier 2004, le programme est abandonné à la suite de divergences d'opinions avec l'acteur Dmitry Nagiev. Depuis, il a entamé une carrière en solo.